# Žíšov
Žíšov (deutsch Schischow, früher Zischow) ist eine Gemeinde in Tschechien. Sie liegt zwei Kilometer nördlich von Veselí nad Lužnicí in Südböhmen und gehört zum Okres Tábor.

## Geographie

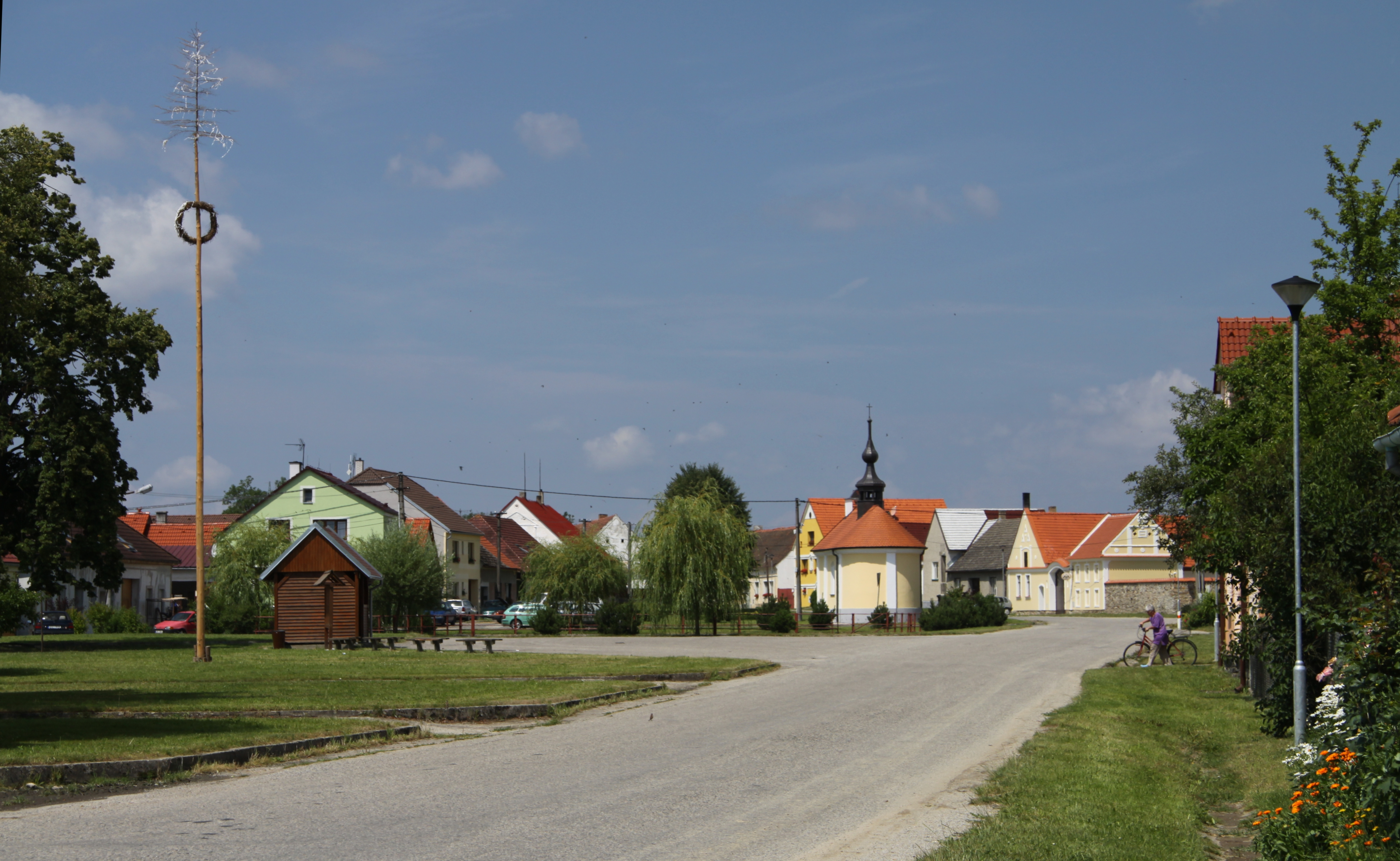
Ortsansicht

Žíšov befindet sich auf der Anhöhe Za Humny (428 m) über der Einmündung des Baches Bechyňský potok bzw. Rytířský potok in die Lainsitz im Wittingauer Becken. Im Osten erhebt sich der Na Klobásné (470 m). Südlich des Dorfes verläuft die E55/I/3 zwischen Prag und Budweis. Am östlichen Ortsrand entsteht die Autobahn D 3 mit der Abfahrt Veselí nad Lužnicí-sever.
Nachbarorte sind Vesce, Čeraz und Dráchov im Norden, Řípec im Nordosten, Újezdec und Zlukov im Osten, Mezímostí nad Nežárkou im Südosten, Veselí nad Lužnicí im Süden, Horusice, Kundratice und Sviny im Südwesten, Horní Bukovsko, Hartmanice und Borkovice im Westen sowie Komárov, Vlastiboř und Záluží im Nordwesten.

## Geschichte
Žíšov entstand wahrscheinlich im 12. Jahrhundert und gehörte zu den Besitzungen der Witigonen. Die erste schriftliche Erwähnung des Dorfes erfolgte im Jahre 1362. Zu Beginn der Hussitenkriege plünderten die Pikarden (Adamiten) von Ostrov das Dorf. Im Jahre 1421 unternahm Jan Žižka mit 400 Mann eine erfolgreiche Strafexpedition gegen die Sekte. Die örtliche Überlieferung berichtet, dass das Dorf danach als Zeichen der Dankbarkeit den Namen Žíšov angenommen hätte. Als König Vladislav II. Jagiello am 6. Oktober 1488 alle Rechte an der Stadt Veselí an die Rosenberger abtrat, wurde Žíšov dabei als Zubehör von Veselí aufgeführt. Im Laufe der Zeit wurde der Ort als Žissov und Žiešov bezeichnet. Nach dem Tode von Peter Wok von Rosenberg fiel die Herrschaft Wittingau 1612 Peter von Schwanberg zu. Dessen Vermögen wurde nach der Schlacht am Weißen Berge wegen seiner Teilnahme am Ständeaufstand von 1618 konfisziert. Es fiel an die Habsburger, die die Gegenreformation durchführten. Erzherzog Leopold Wilhelm von Österreich trat 1660 die Herrschaft Wittingau an die Grafen Schwarzenberg ab. Im Jahre 1840 bestand Zischow/Zissow aus 33 Häusern mit 204 Einwohnern, wovon ein Haus nach Kardasch Retschitz untertänig war. Pfarrort war Wesely. Bis zur Mitte des 19. Jahrhunderts blieb das Dorf immer der Herrschaft Wittingau untertänig.
Nach der Aufhebung der Patrimonialherrschaften bildete Žišov/Schischow ab 1850 einen Ortsteil der Gemeinde Dráchov in der Bezirkshauptmannschaft Třeboň/Wittingau und dem Gerichtsbezirk Veselí nad Lužnicí. Seit dieser Zeit ist Dráchov Pfarr- und Schulort. Im Jahre 1873 löste sich Šišov bzw. Žišov von Dráchov los und bildete eine eigene Gemeinde. Seit 1924 findet der Ortsname Žíšov Verwendung. Nach der Aufhebung des Okres Třeboň wurde Žíšov 1948 Teil des Okres Soběslav. Dieser wurde 1961 wieder aufgelöst und der Ort dem Okres Tábor zugeordnet, zugleich erfolgte die Eingemeindung als Ortsteil Veselí nad Lužnicí III – Žíšov nach Veselí nad Lužnicí. Nach einem Referendum löste sich Žíšov zum 24. November 1990 wieder los und bildete eine eigene Gemeinde.

## Gemeindegliederung
Für die Gemeinde Žíšov sind keine Ortsteile ausgewiesen.

## Söhne und Töchter der Gemeinde
- Matěj Kubeš (1892–1952), Flügelhornist und Kapellmeister
- Ladislav Kubeš (* 1949), Musikverleger, Musiker und Kapellmeister

## Sehenswürdigkeiten
- Kapelle der hl. Anna, errichtet 1837 auf Veranlassung des Ortsrichters Jan Šafránek anstelle eines Glockenturmes, bis 1908 war sie dem hl. Johannes von Nepomuk geweiht
- Naturschutzgebiet Doubí u Žíšova, östlich des Dorfes an der Lainsitz
- Naturschutzgebiet Torfmoor Kozohlůdky, nordwestlich von Žíšov